# 에어리얼
에어리얼(Arial)은 로마자 글꼴로, 산세리프 글씨체이며, 이 중에서도 네오 그로테스크(Neo-grotesque)로 분류된다.  마이크로소프트의 윈도우나 애플의 macOS 등에 동봉된다. 헬베티카의 변종으로 여겨지곤 한다.

## 개요
로빈 니콜라스와 패트리시아 샌더스가 1982년에 모노타입 이미징의 의뢰로 설계한 글꼴이다. 헬베티카, 에어리얼, 유니버스(Univers)를 비교하면, 에어리얼은 헬베티카보다 오히려 유니버스와 공통점이 많다. 그 예로, ‘1’자의 머릿부분이 구부러져 있고,‘t’자에서도 구부러진 머릿부분을 찾을 수 있다. 또한 ‘G’자의 삐침 부분이 없다는 것 등이다.
에어리얼 계열 글꼴로 블랙, 볼드, 엑스트라 볼드, 콘덴스드, 이탤릭, 라이트, 미디엄, 모노스페이스드, 내로, 라운디드 등의 파생 서체도 존재한다. 윈도우 미에서는, Arial Alternative Regular와 Arial Alternative Symbol이 표준 폰트로 이용되어 윈도우 XP에서도 설치 CD-ROM 안에 포함되어 있다. 덧붙여 Arial Alternative Symbol에는 점자도 포함되어 있다.

### 에어리얼의 기본 종류
- 에어리얼: Arial Regular와 같은 뜻이다. Arial Italic, Arial Bold, Arial Bold Italic 등도 있다.
  - Arial Unicode MS는 Arial과 같은 자형을 쓰지만 더 많은 문자를 지원한다.
- 에어리얼 블랙: Arial Black, Arial Black Italic.
- 에어리얼 내로: Arial Narrow Regular, Arial Narrow Bold, Arial Narrow Italic, Arial Narrow Bold Italic.
- 에어리얼 라운디드: Arial Rounded Bold.
- 에어리얼 스페셜: Arial Special G1, Arial Special G2.

## 웹용 코어 폰트
Arial은 Georgia등과 함께 마이크로소프트가 웹용으로 배포하였던 폰트로, EULA를 준수하는 조건하에 재배포가 가능하다. 마이크로소프트에서는 별도 배포를 중단하였지만, 제3자에 의한 배포는 계속 진행 중이다.